# فاذرینگهی
فاذرینگهی (به انگلیسی: Fotheringhay) یک روستا و محله مدنی در بریتانیا است که در East Northamptonshire واقع شده‌است. فاذرینگهی ۱۱۹ نفر جمعیت دارد.